# 2 Batalion Pancerny

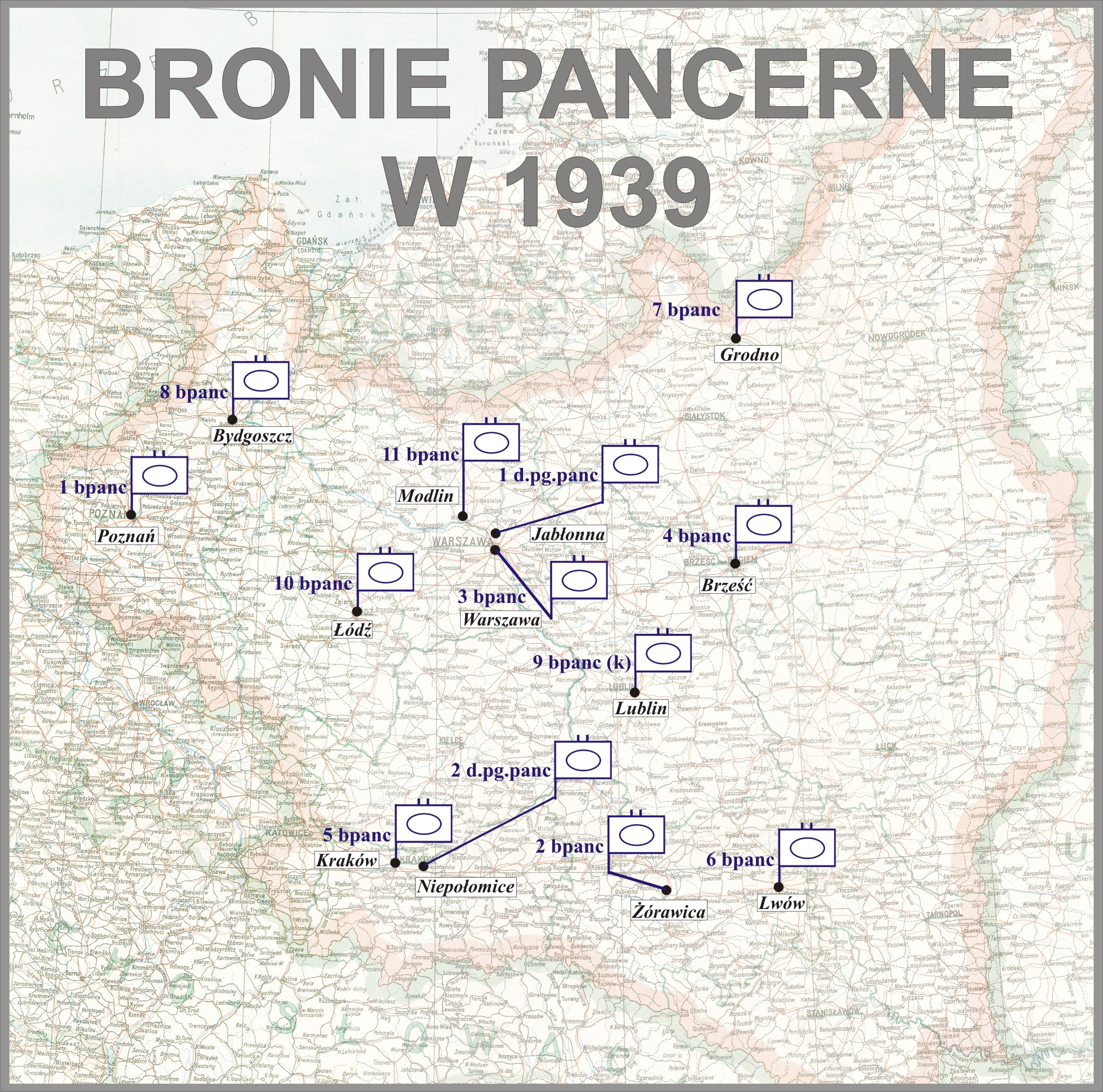
Bronie Pancerne Wojska Polskiego w 1939 przed wybuchem II wojny światowej

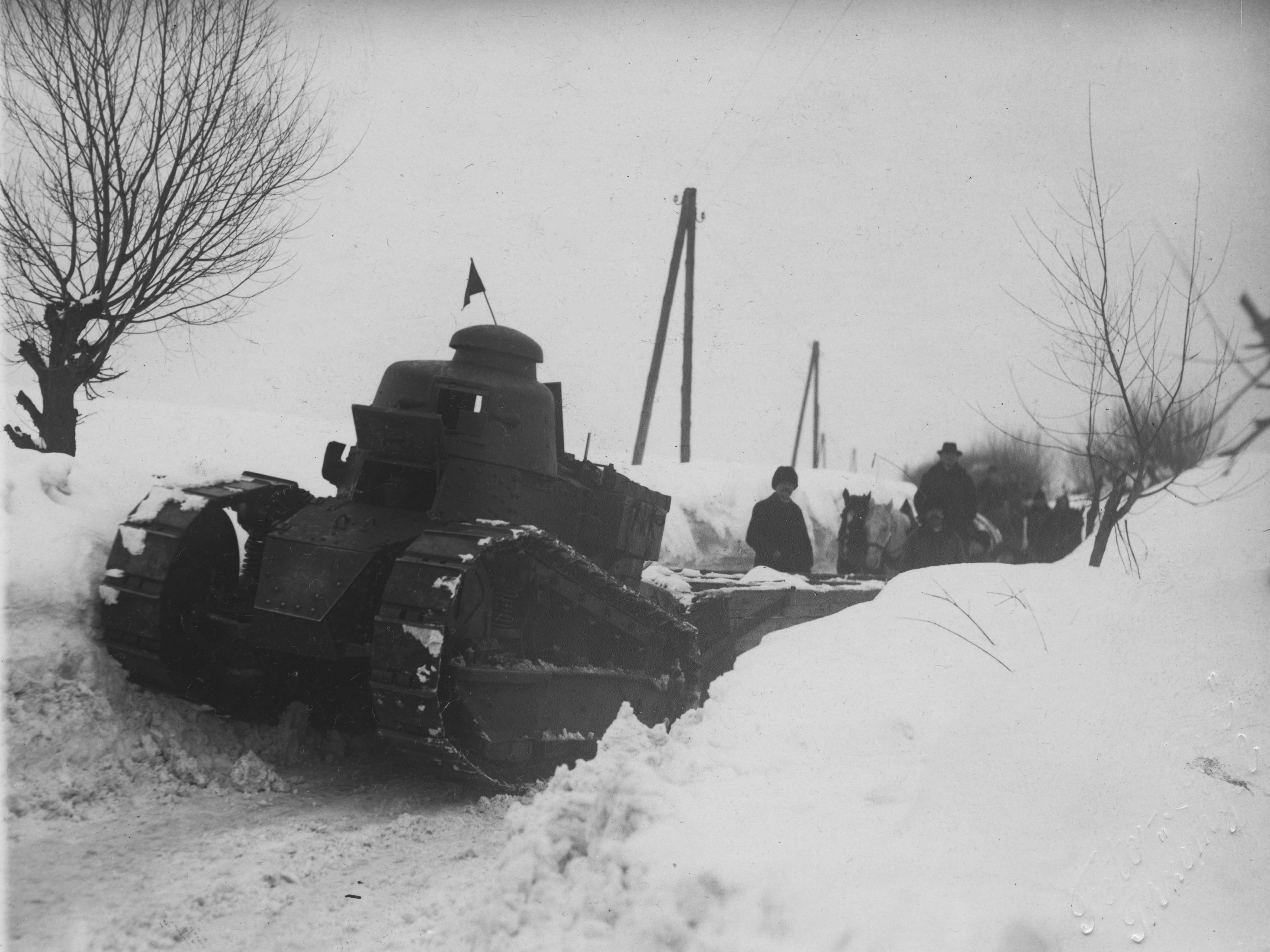
Czołgi Renault FT17 z 2 bpanc podczas odśnieżania dróg (1929)

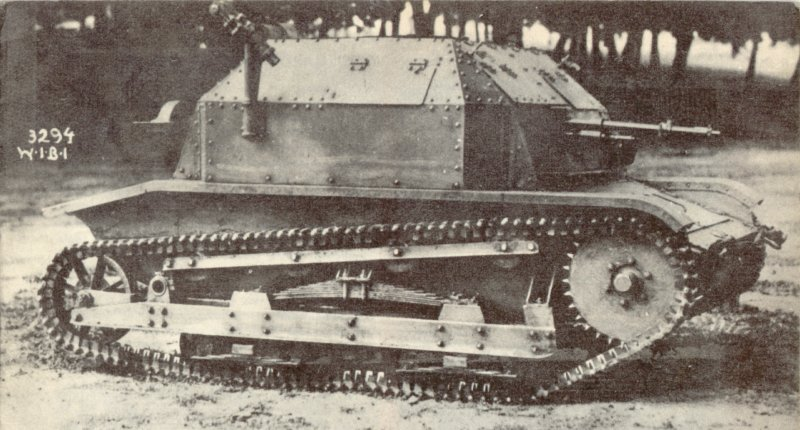
czołg TK-3

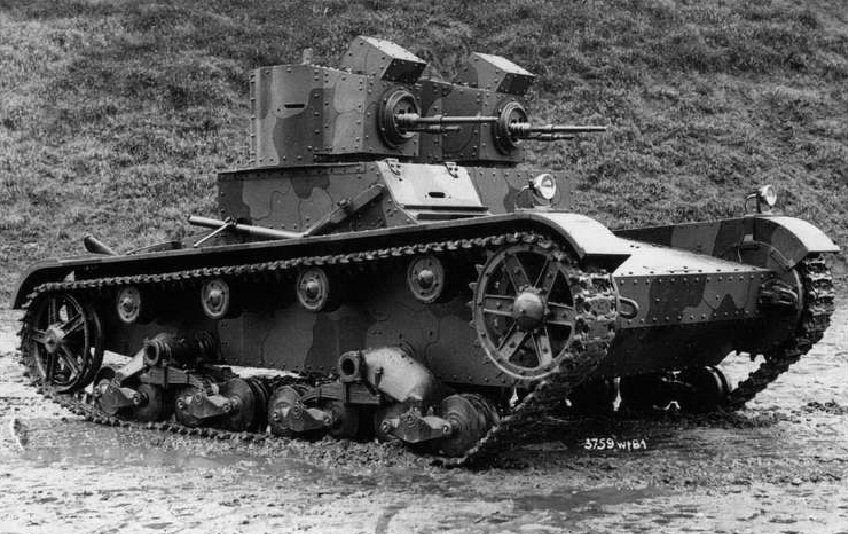
czołg -Vickers E

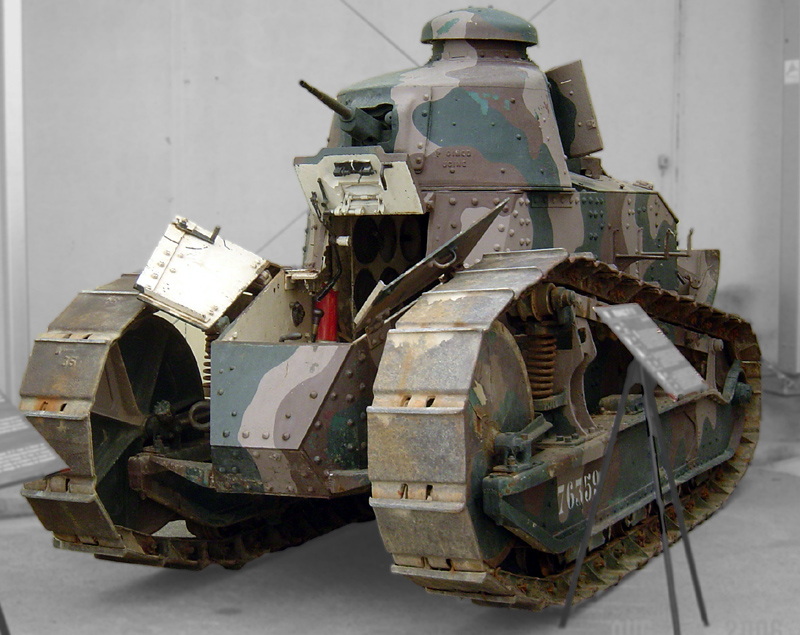
czołg Renault FT 17

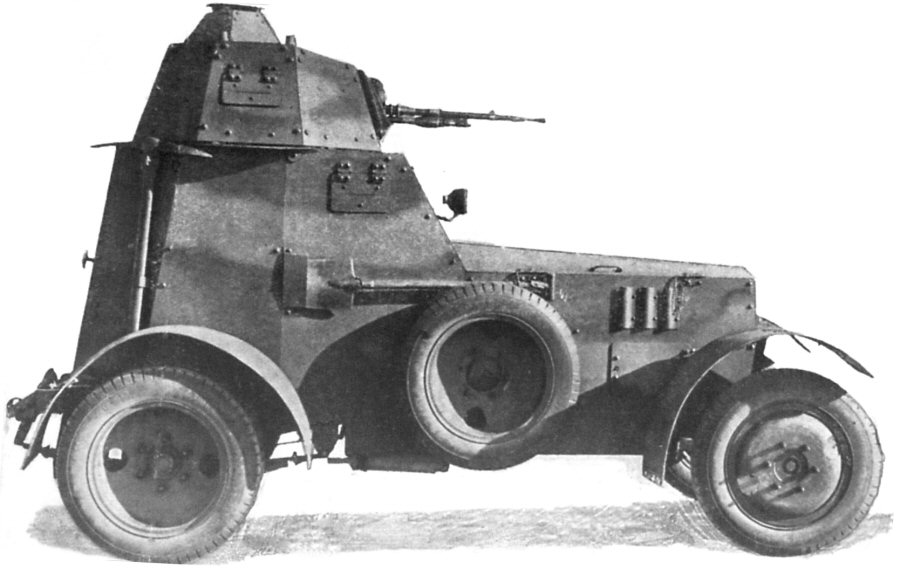
Samochód pancerny wz. 34

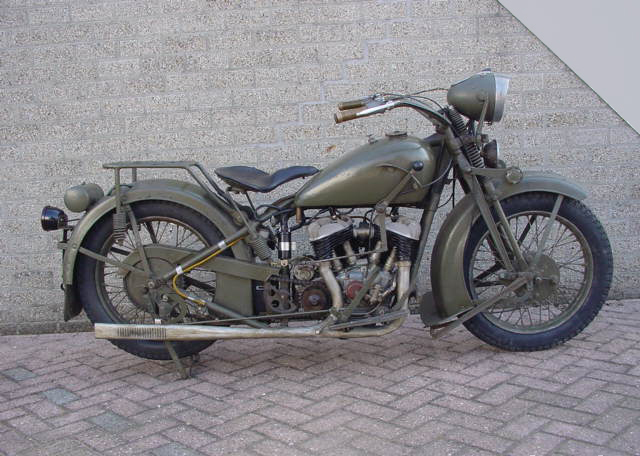
Motocykl Sokół 1000

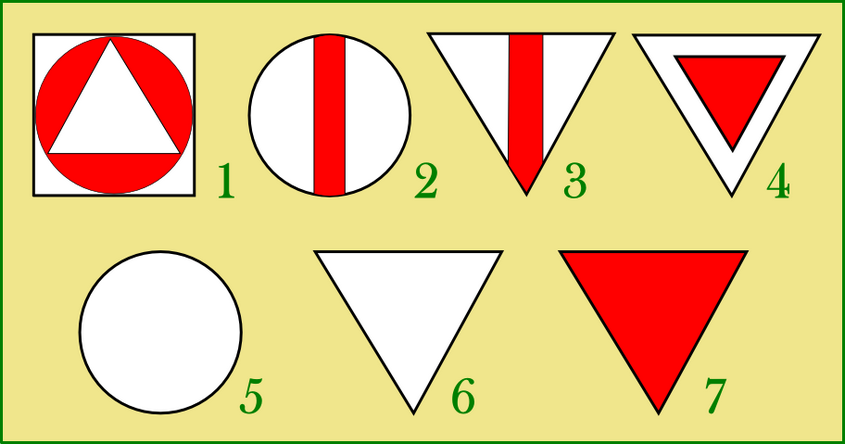
Znaki taktyczne malowane na czołgach lekkich i rozpoznawczych

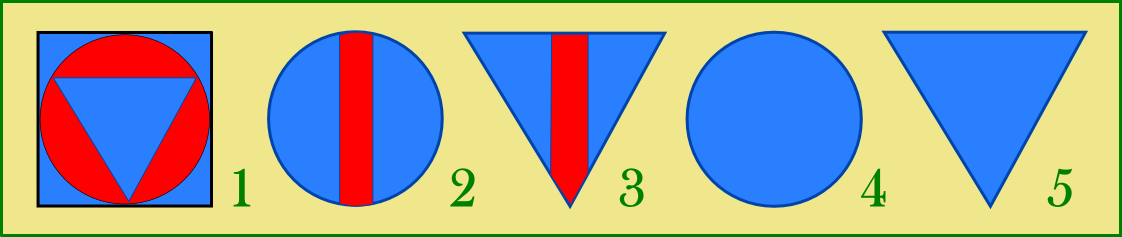
Znaki taktyczne malowane na pojazdach pancernych

2 Batalion Pancerny (2 bpanc) – oddział broni pancernych Wojska Polskiego w II Rzeczypospolitej.
Batalion był jednostką wojskową istniejącą w okresie pokoju i spełniająca zadania mobilizacyjne wobec oddziałów i pododdziałów broni pancernej. Spełniał również zadania organizacyjne i szkoleniowe. Stacjonował w Żurawicy. W 1939, po zmobilizowaniu jednostek przewidzianych planem mobilizacyjnym, został rozwiązany.

## Formowanie i zmiany organizacyjne
Batalion rodowód swój wywodzi od 2 batalionu czołgów 1 pułku czołgów przybyłego do Polski wraz z Armią Hallera. 11 sierpnia 1921 rozwiązano sztab pułku, a bataliony usamodzielniono. Jego 2 batalion stacjonował w owym czasie w Żurawicy. 16 lutego 1923, na bazie tegoż batalionu odtworzono na nowo 1 pułk czołgów. Dołączono do niego przeniesiony z Warszawy 1 batalion czołgów i Centralną Szkołę Czołgów z Poznania.
W październiku 1930 1 pułk czołgów przeniesiono do Poznania, pozostawiając w Żurawicy 2 batalion czołgów i park czołgów typu II.
16 czerwca 1931, rozkazem Ministra Spraw Wojskowych, na bazie tych pododdziałów i 2 dywizjonu samochodów pancernych, sformowano w Żurawicy 2 pułk pancerny . Datę tę przyjmuje się jako dzień powstania 2 batalionu pancernego.
W 1933 powrócono znowu do koncepcji batalionowej i rozkazem MSWojsk. (Dodatek Tajny Nr 6133 z 19 października 1933 poz. 802) pułk pancerny przemianowano na 2 batalion czołgów i samochodów pancernych. Do batalionu wcielono również kadrę rozwiązywanego w Przemyślu 10 dywizjonu samochodowego. Należał do typu IV.
Rozkazem ministra Spraw Wojskowych z 26 lutego 1935 przemianowano istniejący od 2 lat batalion czołgów i samochodów pancernych, tworząc 2 batalion pancerny. Był największym batalionem tego typu w II Rzeczypospolitej. W 1939 batalion stacjonował w Żurawicy.

### Struktura organizacyjna
Organizacja batalionu:
- dowództwo
- kwatermistrzostwo
- kompania szkolna
- dwie kompanie czołgów
- kompania motorowa
- kompania techniczno-gospodarcza
- pluton łączności
- park i składnica

Batalion posiadał: 36 oficerów, 186 podoficerów zawodowych i nadterminowych, 409 żołnierzy niezawodowych oraz 12 pracowników cywilnych (razem 646 osób). Według źródła nr 4 w lipcu 1939 w batalionie służyło 35 oficerów (etat: 51) i 262 podoficerów zawodowych i kontraktowych (etat: 306).

### Wyposażenie
Na swoim wyposażeniu posiadał 56 czołgów lekkich 7TP (49 jednowieżowych i 7 dwuwieżowych), 38 czołgów rozpoznawczych TKS (18 szt.) i TK-3 (20 szt.), 21 czołgów Vickers E, 70 czołgów wolnobieżnych typu Renault 17 i wozy pancerne wz.34. Ponadto posiadał 28 samochodów osobowych, 202 samochody ciężarowe (ciężarówki lekkie, ciężkie i sanitarne), 52 samochody specjalne (warsztaty ruchome, cysterny i inne), 32 przyczepki różne, 110 motocykli i 5 ciągników. Ogółem posiadał 185 wozów bojowych i 397 pojazdów samochodowych i motocykli. Wielkością osiągnął rozmiary pułku.

## Mobilizacja
W 1939 batalion sformował w grupie czarnej następujące jednostki:
- 2 batalion czołgów lekkich
- 111 kompania czołgów lekkich Renaut R 17 FT
- 112 kompania czołgów lekkich Renaut R 17 FT
- 113 kompania czołgów lekkich Renaut R 17 FT
- 121 samodzielna kompanię czołgów lekkich Vickers
- 101 samodzielna kompania czołgów rozpoznawczych TKF
- Szwadron czołgów rozpoznawczych dywizjonu rozpoznawczego 10 BK

- Ośrodek Zapasowy Broni Pancernych typ III nr 3 (7 dwuwieżowych 7TP)
- sprzęt dla dywizjonu rozpoznawczego 10 Brygady Kawalerii
- kolumnę samochodów ciężarowych (typ 1) nr 1051 dla Armii „Prusy”, samochody Ursus[d]
- kolumnę samochodów sanitarnych (PCK) nr 1001 dla Armii „Prusy”, samochody Fiat 621[d]
- kolumnę samochodów sanitarnych (typ I) nr 1002 dla Armii „Prusy”, samochody CWS dowódca: kpt. Ludwik Ziółkow[d]

Ponadto dodatkowo sformowano:
- dwa plutony czołgów rozpoznawczych TK (po 4 czołgi w każdym) do dyspozycji dowódcy załogi obrony Przemyśla
- 4 kolumny samochodowe dla Armii „Kraków”

## Żołnierze batalionu

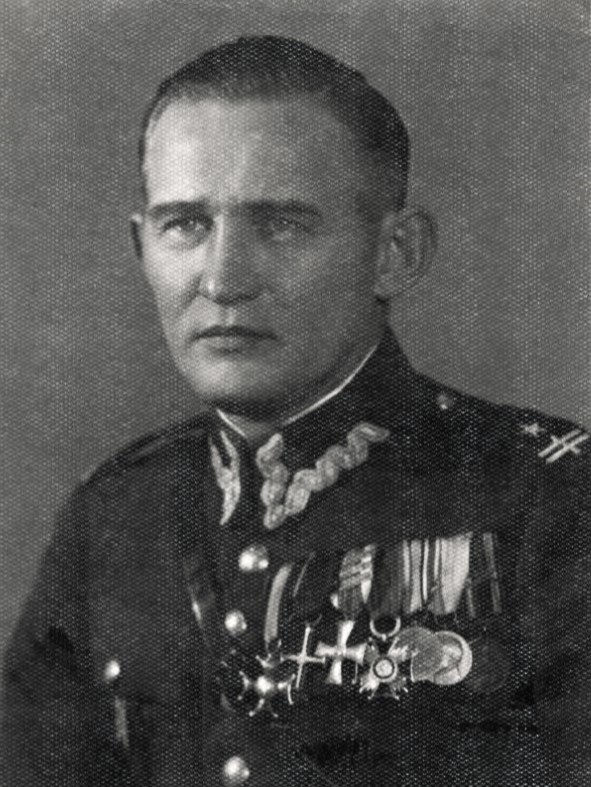
Mjr Zygmunt Chabowski

Dowódcy jednostki:
- ppłk Józef Koczwara (VII 1931 – VI 1934)[e]
- ppłk dypl. Marian Strażyc (VI 1934 – 1938)
- mjr br. panc. Stanisław Edward Olszewski (p.o. 1938 – 1939)
- mjr Zygmunt Chabowski (II – 1 IX 1939)

W 1938 dowódca jednostki pancernej w Żurawicy otrzymał honorowe obywatelstwo tej miejscowości.
Organizacja i obsada personalna w 1939
Pokojowa obsada personalna batalionu w marcu 1939:
| Stanowisko                                           | Stopień, imię i nazwisko                |
| ---------------------------------------------------- | --------------------------------------- |
| dowódca batalionu                                    | mjr Zygmunt Chabowski                   |
| I zastępca dowódcy                                   | vacat                                   |
| II zastępca dowódcy                                  | mjr Aleksander Molwicz                  |
| adiutant                                             | kpt. Józef Andrzej Rejman               |
| lekarz medycyny                                      | kpt. lek. dr Marian Bronisław Gorzeński |
| w dyspozycji dowódcy                                 | mjr piech. Teodor Boczek                |
| kwatermistrz                                         | mjr Zachariasz Wierzbicki               |
| oficer mobilizacyjny                                 | kpt. Wojtanowski Ignacy Wiktor          |
| I zastępca oficera mobilizacyjnego                   | kpt. Woloszyński Władysław              |
| II zastępca oficera mobilizacyjnego                  | por. Maszewski Tadeusz Władysław        |
| oficer administracyjno-materiałowy                   | por. Dobryanowicz Kazimierz             |
| oficer gospodarczy                                   | kpt. int. Tugocki Stanisław             |
| komendant koszar                                     | mjr kontr. Kostia Guldity               |
| dowódca kompanii gospodarczej                        | kpt. Henryk II Kowalski                 |
| dowódca plutonu przewozowego OK X                    | por. Antoni Gajda (*)                   |
| dowódca plutonu łączności                            | kpt. Bolesław Kazimierz Marcinkowski    |
| dowódca kompanii szkolnej                            | kpt. Stefan Nowara                      |
| instruktor                                           | por. Józef Jucha                        |
| instruktor                                           | por. Wacław Ludwik Stokias              |
| dowódca kompanii pancernej                           | kpt. Konstanty Hajdenko                 |
| instruktor                                           | por. Andrzej Chołoniewski de Myszka     |
| instruktor                                           | por. kaw. Andrzej Hudzicki              |
| dowódca kompanii czołgów rozpoznawczych              | kpt. Mieczysław Jan Kazimierz Słupski   |
| dowódca 1 kompanii czołgów TK                        | kpt. dypl. kontr. Jerzy Ratiszwili      |
| instruktor                                           | por. Wojciech Karol Stanek              |
| dowódca plutonu technicznego                         | chor. Adam Bednarz                      |
| dowódca 2 kompanii czołgów TK                        | kpt. Antoni Próchniewicz                |
| instruktor                                           | por. Bronisław Karwan                   |
| dowódca szwadronu czołgów rozpoznawczych 10 BK       | por. Zdzisław Tadeusz Ziemski           |
| dowódca plutonu                                      | por. Stanisław Wardecki                 |
| dowódca kompanii motorowej                           | por. Stanisław Antoni Skowroński        |
| instruktor                                           | por. Józef Grygiel                      |
| dowódca kolumny samochodowej                         | por. Antoni Gajda (*)                   |
| komendant parku                                      | kpt. Alfred Leon Kwiatkowski            |
| kierownik warsztatów                                 | kpt. Mieczysław Jan Pragłowski          |
| zastępca kierownika                                  | chor. Aleksander Moszyński              |
| kierownik składnicy                                  | por. Józef Tadeusz Wacławski            |
| na kursie                                            | por. piech. Mieczysław Czesław Gawron   |
| na kursie                                            | por. piech. Kazimierz Tadeusz Osiecki   |
| na kursie                                            | por. kaw. Stefan Zbigniew Żywirski      |
| Szkoła Podoficerska Broni Pancernych dla Małoletnich |                                         |
| dowódca kompanii szkolnej mechaników                 | kpt. Aleksander Jan Kruciński           |
| instruktor                                           | ppor. Piotr Górski                      |
| dowódca kompanii szkolnej liniowej                   | por. Stanisław Rączkowski               |

### Żołnierze 2 batalionu pancernego – ofiary zbrodni katyńskiej
Biogramy zamordowanych znajdują się na stronie internetowej Muzeum Katyńskiego
| Nazwisko i imię     | stopień              | zawód             | miejsce pracy przed mobilizacją | zamordowany |
| ------------------- | -------------------- | ----------------- | ------------------------------- | ----------- |
| Próchniewicz Antoni | rotmistrz            | żołnierz zawodowy |                                 | Katyń       |
| Gawron Mieczysław   | porucznik            | żołnierz zawodowy | „na kursie”                     | Katyń       |
| Grabowski Henryk    | podporucznik rezerwy | urzędnik          |                                 | ULK         |
| Kamiński Jerzy      | podporucznik rezerwy | urzędnik          | bank PKO w Warszawie            | Charków     |
| Tromliński Bogdan   | porucznik rezerwy    | inżynier          | pracował we Lwowie              | ULK         |
| Wardecki Stanisław  | porucznik            | żołnierz zawodowy | dowódca plutonu czołgów         | Katyń       |

## Symbole batalionu
Sztandar
Sztandar batalionowi nadano zarządzeniem Prezydenta z 25 marca 1938. Jak wszystkie sztandary broni pancernych, posiadał ujednoliconą prawą stronę płatu. Zamiast numeru oddziału, na białych tarczach między ramionami krzyża kawaleryjskiego występował Znak Pancerny. Znak ten występował również na przedniej ściance podstawy orła.
Na lewej stronie płatu sztandaru umieszczono:
- w prawym górnym rogu – wizerunek Matki Boskiej Kodeńskiej
- w lewym górnym rogu – wizerunek św. Michała
- w prawym dolnym rogu – herb Ziemi Przemyskiej
- w lewym dolnym rogu odznaka honorowa 2 batalionu pancernego

Uroczyste wręczenie sztandaru odbyło się 26 maja 1938 na Polu Mokotowskim w Warszawie. Sztandar wręczył reprezentujący Prezydenta RP i Naczelnego Wodza – minister Spraw Wojskowych gen. dyw. Tadeusz Kasprzycki.
Przed przekroczeniem granicy węgierskiej, sprawujący bezpośredni nadzór nad sztandarem chor. Majchrzak, otrzymał rozkaz od nieznanego mu pułkownika spalenia przewożonych sztandarów. Zniszczeniu uległy wówczas sztandary 1, 2, 5 i 8 batalionu pancernego oraz Szkoły Podchorążych Broni Pancernej.
Sztandarowy zdążył wyciąć jednak z płata sztandaru wizerunek matki Boskiej Kodeńskiej, który to przekazał we Francji ostatniemu dowódcy batalionu. Wycinek pozostawał w posiadaniu ppłk. Zygmunta Chabowskiego, a obecnie znajduje się na sztandarze 2 pułku pancernego.
W Muzeum Wojska Polskiego w Warszawie znajduje się miniatura sztandaru ofiarowana przez żołnierzy batalionu mjr. dypl. Marianowi Strażycowi.
Odznaka pamiątkowa
30 kwietnia 1936 minister spraw wojskowych, gen. dyw. Tadeusz Kasprzycki zatwierdził wzór i regulamin odznaki pamiątkowej 2 bpanc. Odznaka ma kształt krzyża templariuszy. Lewa strona krzyża pokryta czarną, a prawa – pomarańczową emalią. Pośrodku miniatura znaku pancernego. Autorem projektu odznaki był por. Roderyk Wiedman. Odznaki wykonywane były w wersjach: oficerskiej – emaliowanej i żołnierskiej – srebrzonej, bez emalii. Do emaliowania odznak oficerskich stosowano najczęściej emalię pomarańczową transparentną (przezroczystą), lecz były też wykonywane odznaki pokrywane emalią lakową (nieprzezroczystą). Wykonywane były również miniaturki odznak oficerskich. Odznaka wręczana była w dniu zwolnienia żołnierzy do rezerwy oraz w święto batalionu – 1 czerwca. Cena odznaki w 1938 wynosiła 18 złotych